# N'attendez pas trop de la fin du monde
Pour plus de détails, voir Fiche technique et Distribution.
N'attendez pas trop de la fin du monde est une comédie dramatique roumaine, française, luxembourgeoise et croate réalisée par Radu Jude, sortie en 2023.

## Synopsis
Commanditée par une entreprise sur les équipements de sécurité, Angela Raducanu sillonne le pays en voiture à la recherche d'une personne victime d'un accident du travail pour incarner une campagne de prévention. Le choix va se porter sur Ovidiu, fils d'une autre Angela qui était chauffeur de taxi dans les années 1980.

## Fiche technique
Sauf indication contraire, les informations mentionnées dans cette section peuvent être confirmées par les bases de données cinématographiques IMDb et Allociné,  présentes dans la section « Liens externes ».
- Titre original : Nu aștepta prea mult de la sfârșitul lumii
- Réalisation : Radu Jude
- Scénario : Radu Jude
- Musique : Jura Ferina et Pavao Miholjevic
- Décors :
- Costumes :
- Photographie : Marius Panduru
- Son : Hrvoje Radnic et Marius Leftarache
- Montage : Catalin Cristutiu
- Production : Ada Solomon et Adrian Sitaru
  - Coproduction : Adrien Chef, Paul Thiltges, Serge Lalou, Claire Dornoy et Ankica Juric Tilic
- Sociétés de production : Les Films d'ici, 4 Proof Film, Kinorama, Paul Thiltges Distribution, microFilm
- Société de distribution : Météore Films
- Pays de production :  Roumanie,  France,  Luxembourg et  Croatie
- Langue originale : roumain
- Format :
- Genre : Comédie dramatique
- Durée : 203 minutes
- Dates de sortie :
  - Suisse : 4 août 2023 (Locarno)
  - Canada : 8 septembre 2023 (Toronto)
  - France : 27 septembre 2023
  - Roumanie : 27 octobre 2023

## Distribution
- Ilinca Manolache : Angela Raducanu
- Dorina Lazar : Angela Coman
- László Miske : Gyuri, le mari d'Angela Coman
- Ovidiu Pirşan : Ovidiu, le fils d'Angela Coman
- Katia Pascariu : l'épouse d'Ovidiu
- Sofia Nicolaescu : Ilinca, la fille d'Ovidiu
- Nina Hoss : Doris Goethe, manager de Forbidden Planet
- Serban Pavlu : Tiberiu Berbece, le réalisateur
- Uwe Boll : lui-même

## Autour du film
On peut voir Dorina Lazar et László Miske jeunes à travers de nombreux extraits du film Angela merge mai departe (ro) (1981) de Lucian Bratu.

## Sortie

### Accueil critique
En France, le site Allociné propose une moyenne de 4,1⁄5, d'après l'interprétation de 13 critiques de presse.
Pour Jérémie Couston de Télérama, N'attendez pas trop de la fin du monde est « le film le plus enthousiasmant, le plus foisonnant, le plus inventif, le plus drôle et désespérant à la fois qu’il nous a été donné de voir pendant nos quatre jours à Locarno. ».

## Distinction
- Festival international du film de Locarno 2023 : Prix spécial du jury[3]